# Фільтр (акваріум)

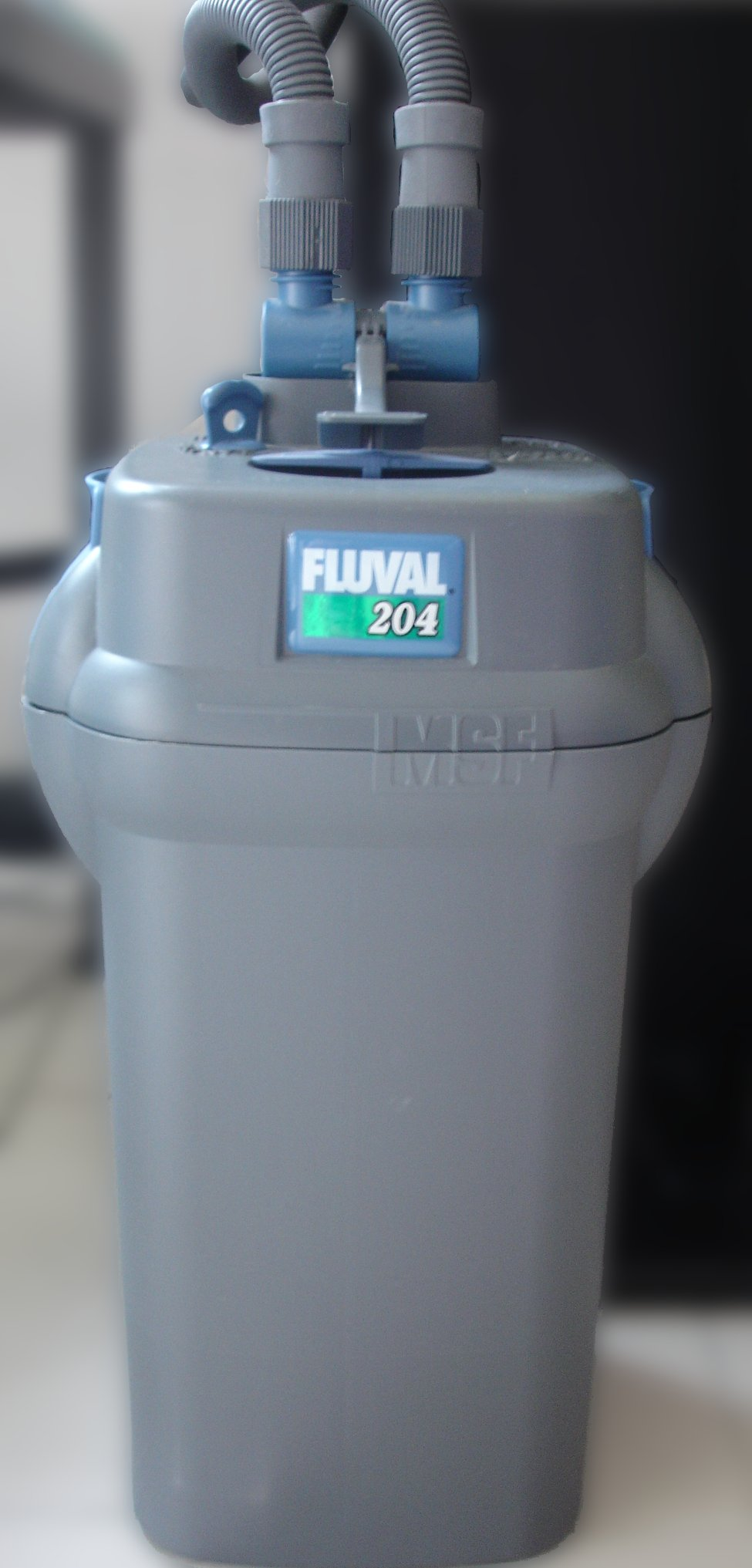
Промисловий зовнішній фільтр-каністра

Акваріумний фільтр — елемент технічного забезпечення акваріума, призначений для механічного та біохімічного очищення води акваріума від забруднення та домішок.

## Призначення та вимоги
Фільтр забезпечує механічне, а в окремих випадках і хімічне, очищення води. Крім того фільтр забезпечує перемішування води, інколи — аерацію. Основним показником продуктивності фільтрів є об'єм води, який перекачується фільтром за годину, та мінімальний розмір механічних часток, що уловлюються фільтром.
Для більшості акваріумів вважається достатньою продуктивність фільтру, що відповідає перекачуванню 3-6 об'ємів води акваріума за годину.

## Основні складові фільтру

### Фільтрувальні матеріали
Як фільтрувальні субстрати використовують пісок різних фракцій та стійкі до гноїння об'ємні або волоконні синтетичні матеріали. Останнім часом набули популярності губкоподібні матеріали з хорошими фільтрувальними властивостями та керамічні елементи, в яких накопичуються корисні для фільтрування бактерії.
Акваріумісти також використовують ткані та неткані матеріали, такі як синтетичні тканини різної щільності, синтепон тощо.

### Фільтрування та очищення
В процесі фільтрування води фільтр накопичує органіку, яка затримується фільтрувальними матеріалами. У фільтрах з великою відносною площею фільтрування (донний, відкритий зовнішній, окремі моделі закритих зовнішніх) створюються сприятливі умови для розмноження бактерій, які розкладають накопичену у фільтрі органіку. Надалі розщеплена органіка засвоюється рослинами акваріума, у відкритому фільтрі рослини можуть бути висаджені також безпосередньо в фільтрувальний матеріал.
У фільтрах з невеликою відносною площею фільтрування (внутрішній, окремі моделі зовнішніх) фільтрувальний матеріал досить швидко забивається, в результаті чого у фільтрі починаються процеси загнивання накопиченої органіки (яке легко виявити за неприємним запахом фільтрувального матеріалу при промиванні фільтру). При цьому продукти гниття отруюють воду акваріума, для запобігання цього такі фільтри слід промивати при істотному зменшенні їх пропускної спроможності.

## Конструкції фільтрів

### Внутрішній фільтр
Простий внутрішній фільтр складається з помпи або ерліфта та фільтрувального матеріалу. Такі фільтри відрізняються низькою продуктивністю та поганими фільтрувальними характеристиками, тому використовуються, в основному, в малих акваріумах.

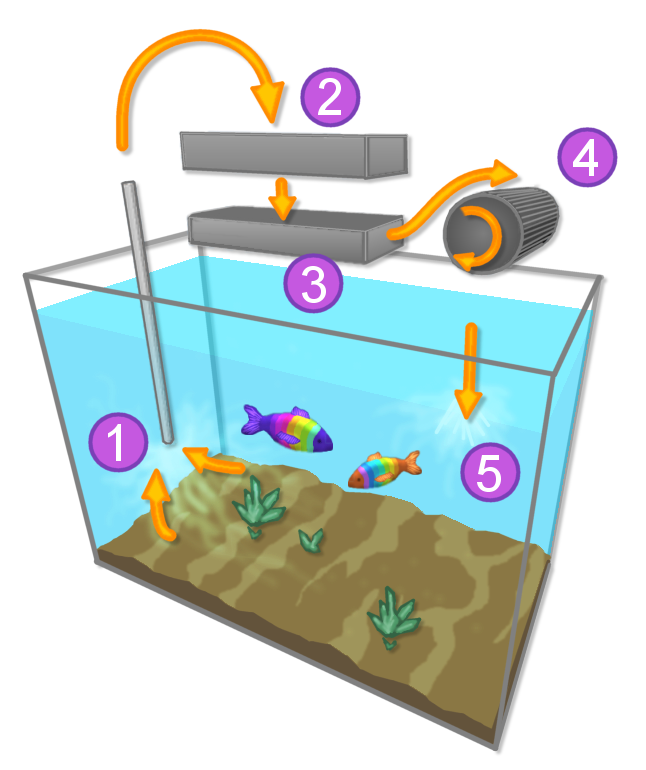
Відкритий зовнішній фільтр: 1) забір нефільтрованої води; 2-4) фільтрувальні елементи; 5) повернення відфільтрованої води

### Зовнішній фільтр
Зовнішній фільтр відрізняється від внутрішнього розміщенням фільтрувального матеріалу — він розташовується над поверхнею води або за межами акваріума. Потік води утворюється помпою або ерліфтом. Помпа може знаходитись в акваріумі або в зовнішній ємності, яка сполучається з акваріумом. В свою чергу зовнішня ємність може бути відкритою або закритою.
Фільтри з закритою зовнішньою ємністю отримали назву каністрових, вони звичайно розміщуються в тумбі акваріума і приєднуються до забірного та виливного патрубків гнучкими шлангами. В таких фільтрах помпа встановлюється після фільтрувального матеріалу. що створює розрідження у каністрі (для зменшення ймовірності протікання) та дозволяє істотно збільшити продуктивність без ризику заклинювання помпи частками рослин або мушлями равликів.

Донний фільтр, рух води через ґрунт забезпечують ерліфт (ліворуч) та помпа (праворуч)

### Донний фільтр
Донний фільтр забезпечує ефективну фільтрацію, але є відносно складним у реалізації. Такий фільтр утворюється ґрунтом, який викладається не на дно акваріума, а на припідняте над дном та водопроникне фальшдно. Вода з-під фальшдна випомповується помпою або ерліфтом, завдяки чому через ґрунт утворюється потік води.
Така конструкція сприяє активним біохімічним процесам у ґрунті та запобігає його закисанню. В окремих випадках під дно може бути запомпована свіжа вода, щоб активізувати донні бактерії.

### Заміна води в акваріумі
Так само як і в природних водоймах в акваріум має надходити свіжа вода. Для цього час від часу виконують часткову заміну води. Процес заміни води звичайно суміщують з очищенням ґрунту.